# Cyrestis siamensis
Cyrestis siamensis är en fjärilsart som beskrevs av Hans Fruhstorfer 1898. Cyrestis siamensis ingår i släktet Cyrestis och familjen praktfjärilar. Inga underarter finns listade i Catalogue of Life.